# Liste der denkmalgeschützten Objekte in Leopoldsdorf (Bezirk Bruck an der Leitha)
Die Liste der denkmalgeschützten Objekte in Leopoldsdorf enthält die 7 denkmalgeschützten, unbeweglichen Objekte der Gemeinde Leopoldsdorf im Bezirk Bruck an der Leitha.

## Denkmäler
| Foto |                 | Denkmal                                                              | Standort                                       | Beschreibung | Metadaten |
| ---- | --------------- | -------------------------------------------------------------------- | ---------------------------------------------- | --- | --- |
| ja   | Datei hochladen | Schloss Leopoldsdorf HERIS-ID: 245037seit 2022                       | Schloßgasse 6 Standort KG: Leopoldsdorf        | Das Schloss geht auf eine mittelalterliche Burg zurück, die 1140 erstmals urkundlich erwähnt wurde. 1581 erfolgte ein Neubau im Renaissance-Stil zu einem regelmäßigen Vierkanter. 1825 wurde es von Joseph Kornhäusel umgestaltet und 1890 wieder grundlegend umgebaut. Es ist von einem zweifachen Mauerring und doppelten Wassergräben umgeben. Zwei viergeschoßigen Türme stehen diagonal an zwei Ecken, ihr heutiges Aussehen stammt aus den Umbauten von 1825 bzw. von Sanierungsmaßnahmen 1945. Anmerkung: Teil der bis 2021 als Ganzes geschützten Schlossanlage. | BDA-Hist.: Q112915486 Status: Bescheid Stand der BDA-Liste: 2025-06-30 Name: Schloss Leopoldsdorf GstNr.: 62/3 Schloss Leopoldsdorf                       |
| ja   | Datei hochladen | Figurenbildstock hl. Johannes Nepomuk HERIS-ID: 8420 Objekt-ID: 4374 | bei Schloßgasse 1 Standort KG: Leopoldsdorf    | Der Figurenbildstock hl. Nepomuk wurde um 1706 errichtet und befindet sich bei der Einfahrt zum Schloss. | BDA-Hist.: Q38003520 Status: Bescheid Stand der BDA-Liste: 2025-06-30 Name: Figurenbildstock hl. Johannes Nepomuk GstNr.: 70/12                           |
| ja   | Datei hochladen | Ehem. Mälzerei HERIS-ID: 245042seit 2022                             | Schloßgasse 1 Standort KG: Leopoldsdorf        | Am Grundstück des Schlosses wurde von etwa 1884 (als das Schloss in den Besitz von Georg Heinrich Mautner von Markhof kam) bis etwa 1930 eine Brauerei und Mälzerei betrieben. Anmerkung: Teil der bis 2021 als Ganzes geschützten Schlossanlage. | BDA-Hist.: Q112915540 Status: Bescheid Stand der BDA-Liste: 2025-06-30 Name: Ehem. Mälzerei GstNr.: .68 Schloss Leopoldsdorf                              |
| ja   | Datei hochladen | Verwaltungsgebäude (Schloss Leopoldsdorf) HERIS-ID: 245040seit 2022  | Schloßgasse 2 Standort KG: Leopoldsdorf        | Anmerkung: Teil der bis 2021 als Ganzes geschützten Schlossanlage. | BDA-Hist.: Q112915560 Status: Bescheid Stand der BDA-Liste: 2025-06-30 Name: Verwaltungsgebäude (Schloss Leopoldsdorf) GstNr.: .67 Schloss Leopoldsdorf   |
| ja   | Datei hochladen | Stallgebäude West (Schloss Leopoldsdorf) HERIS-ID: 245038seit 2022   | Schloßgasse 4 Standort KG: Leopoldsdorf        | Anmerkung: Teil der bis 2021 als Ganzes geschützten Schlossanlage. | BDA-Hist.: Q112915564 Status: Bescheid Stand der BDA-Liste: 2025-06-30 Name: Stallgebäude West (Schloss Leopoldsdorf) GstNr.: .2/1 Schloss Leopoldsdorf   |
| ja   | Datei hochladen | Gebäude mit Wappenmalereien HERIS-ID: 245039seit 2022                | Schloßgasse 6a Standort KG: Leopoldsdorf       | Anmerkung: Teil der bis 2021 als Ganzes geschützten Schlossanlage. | BDA-Hist.: Q112915567 Status: Bescheid Stand der BDA-Liste: 2025-06-30 Name: Gebäude mit Wappenmalereien GstNr.: .2/1, 62/4 Schloss Leopoldsdorf          |
| ja   | Datei hochladen | Zwei Torpfeiler, Steinbänke und Kandelaber HERIS-ID: 245041seit 2022 | neben Schloßgasse 6b Standort KG: Leopoldsdorf | Unter Denkmalschutz stehen hier 2 türmchenartige Torpfeiler neben dem Stallgebäude West und skulptural verzierte Steinbänke und Kandelaber im Schlosspark. Anmerkung: Teil der bis 2021 als Ganzes geschützten Schlossanlage. Koordinaten und Adresse auf den Torpfeilern. | BDA-Hist.: Q112915570 Status: Bescheid Stand der BDA-Liste: 2025-06-30 Name: Zwei Torpfeiler, Steinbänke und Kandelaber GstNr.: 62/1 Schloss Leopoldsdorf |

## Ehemalige Denkmäler
| Foto |                 | Denkmal                                                           | Standort                                | Beschreibung | Metadaten |
| ---- | --------------- | ----------------------------------------------------------------- | --------------------------------------- | --- | --- |
| ja   | Datei hochladen | Schlossanlage Leopoldsdorf HERIS-ID: 8419 Objekt-ID: 4373bis 2021 | Schloßgasse 6 Standort KG: Leopoldsdorf | Im 12. Jahrhundert erstmals urkundlich erwähnt. Eigentümer waren unter anderem Friedrich II., wie auch Tannhäuser. Das Schloss wurde in den letzten Jahren umfassend renoviert. Anmerkung: Mit 2022 wurde das Schloss als Anlage aus dem Denkmalschutz entlassen und die Einzelobjekte der Anlage unter Denkmalschutz gestellt. | BDA-Hist.: Q38003511 Status: Bescheid Stand der BDA-Liste: 2021-07-01 Name: Schlossanlage Leopoldsdorf GstNr.: 56/1, 63, .2/1, .67, .68, 70/12, 62/1, 62/3, 62/4 Schloss Leopoldsdorf |